# Palazzo Lieto
Il Palazzo Lieto sorge in via Toledo, a Napoli, nel quartiere Montecalvario.
Fu eretto nel 1546 da Lazzaro Sebastiano. Nel 1613 apparteneva al nobile di origini genovesi Domenico Spinola, mentre già tredici anni dopo era di Pietro Uries. Appartene poi per diversi decenni alla famiglia Calà, dei duchi di Diano. 
Nel 1756 Gaetano Lieto, duca di Polignano lo fece rifare dopo averlo acquisito dal barone Valignani. Nel 1794 il figlio Filippo decise di affidare i lavori di restauro e di rimaneggiamento all'architetto romano Pompeo Schiantarelli. Lo Schiantarelli intervenne principalmente nella facciata dove la composizione architettonica confluisce nel semplice portale in marmo circondato da un arco in bugne tra due lesene di ordine dorico; la facciata è impostata su un basamento in piperno sul quale s'innalza il resto in laterizi. Nel corso dei moti del 1848 venne danneggiato e restaurato subito dopo da Camillo Napoleone Sasso.
Nel cortile, sullo sfondo, si apre una scala aperta, più austera rispetto a quelle barocche e caratterizzata da archi ribassati e da una struttura architravata che si orienta verso il cortile.

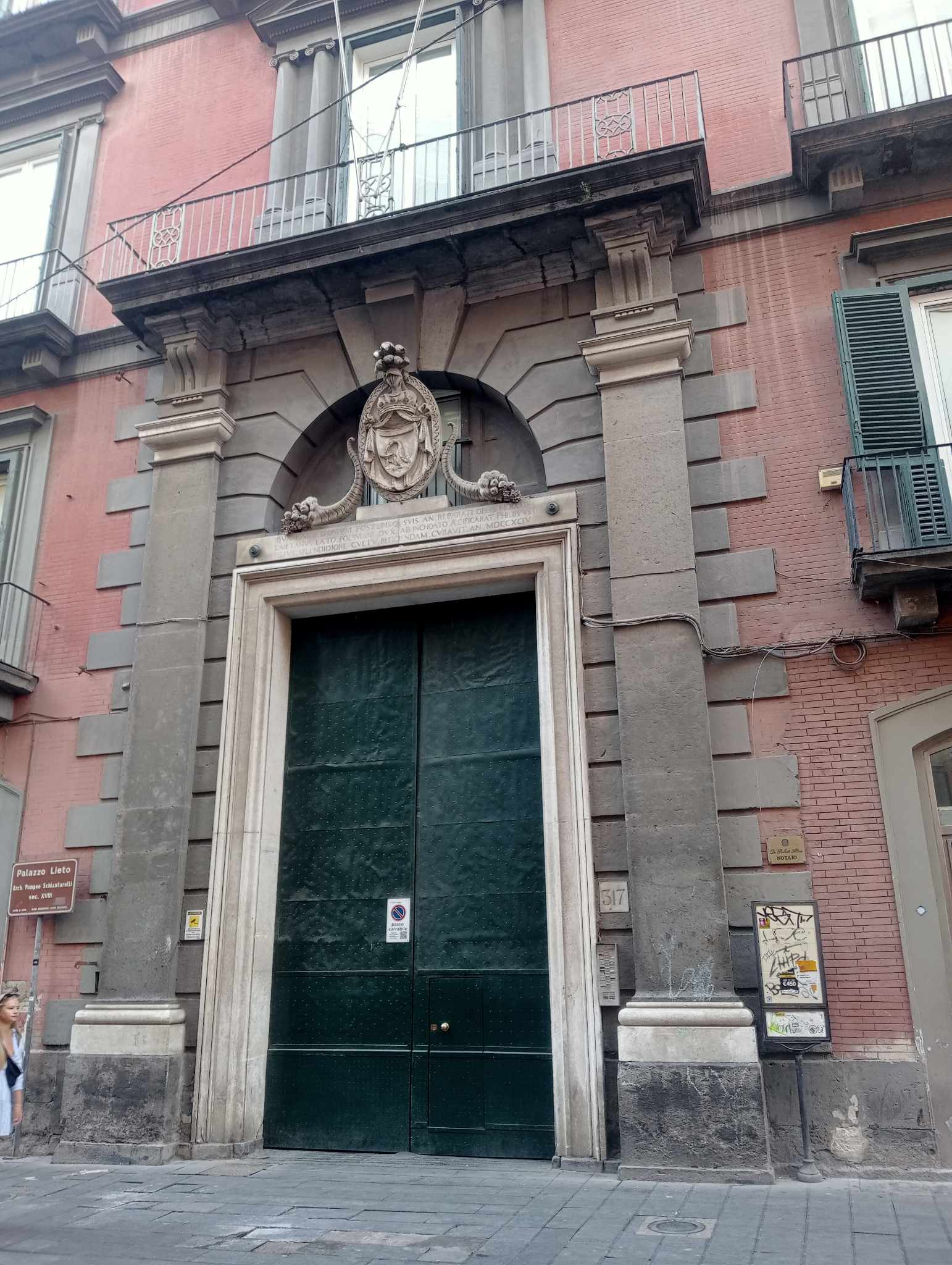
Il portale del palazzo